# Ofelia Uribe de Acosta
Ofelia Uribe de Acosta (Oiba, Santander, 22 de desembre de 1900 - Bogotà, 4 d'agost de 1988) va ser una sufragista colombiana. El 1944 i el 1955, respectivament, va fundar, editar, dirigir i distribuir dos diaris polítics, el primer anomenat Agitacion Femenina i el segon Verdad. El 1963 va publicar el seu llibre Una voz insurgente.